# Tom Bush (cầu thủ bóng đá)
Thomas Bush (22 tháng 2 năm 1914 – 1969) là một cầu thủ bóng đá người Anh thi đấu ở Football League cho Liverpool.